# Kenny Thompson
 (mai 2012).
Si vous disposez d'ouvrages ou d'articles de référence ou si vous connaissez des sites web de qualité traitant du thème abordé ici, merci de compléter l'article en donnant les références utiles à sa vérifiabilité et en les liant à la section « Notes et références ».
Pour les articles homonymes, voir Thompson.
Ne doit pas être confondu avec Kenni Thompson.
 Kenny Thompson  , est un footballeur belge, né le 25 avril 1985 à Deurne. Il évolue actuellement au FCO Beerschot Wilrijk comme défenseur.

## Biographie

### En club
Kenny Thompson a joué un match en Ligue des Champions avec le club de La Gantoise.

## Statistiques
Dernière mise à jour le 27 avril 2012